# Kostelevo, Vrața
Kostelevo (în bulgară Костелево) este un sat în comuna Vrața, regiunea Vrața,  Bulgaria. 

## Demografie
Componența etnică a satului Kostelevo
     Bulgari (93,35%)
     Nicio identificare (6,64%)
     Altele (0,38%)
La recensământul din 2011, populația satului Kostelevo era de 782 locuitori. Din punct de vedere etnic, majoritatea locuitorilor (93,35%) erau bulgari. Pentru 6,64% din locuitori nu este cunoscută apartenența etnică.